# Enrico Lucherini
Enrico Lucherini (Roma, 8 agosto 1932 – Roma, 28 luglio 2025) è stato un imprenditore italiano.
Fu uno dei più famosi addetti stampa italiani, in attività dagli anni sessanta nel periodo della "dolce vita" fino al 2012 con le sue agenzie, dapprima lo Studio Lucherini-Rossetti-Spinola (Matteo Spinola, un altro press agent del cinema italiano, fu suo socio per molti anni) e poi lo Studio Lucherini-Pignatelli.

## Biografia
Figlio di Tommaso Lucherini, un medico, e di Maria Giuseppina Panzini, studia al liceo dei gesuiti e poi, per accontentare il padre, si iscrive al corso di laurea in Medicina e chirurgia. Dopo due anni abbandona gli studi e decide di darsi alla recitazione iscrivendosi all'Accademia nazionale d'arte drammatica. Nei primi anni cinquanta entra nella «compagnia dei Giovani» (con Rossella Falk, Giuseppe Patroni Griffi e altri). Organizza la sua prima conferenza stampa durante una tournée della compagna in Sudamerica. Abbandona la carriera recitativa dopo una conversazione con Sophia Loren, che lo convince che il suo futuro sarebbe stato nella promozione degli attori di cinema.
Il primo film a cui ha lavorato come addetto stampa fu La notte brava di Mauro Bolognini, scritto da Pier Paolo Pasolini. Successivamente è stato il deus ex machina della carriera di molti divi, soprattutto grazie alla creazione di finti scandali (le famose "lucherinate") per promuovere le pellicole in uscita. Sono rimaste celebri la love story inventata tra Florinda Bolkan e Richard Burton e il rogo dei capelli di Sandra Milo. Celebri alcune sue battute al vetriolo o particolari soprannomi dati ad attori e attrici che gli hanno inimicato molti personaggi del mondo del cinema.
Insieme al suo socio Matteo Spinola condusse nel 1990 su TMC il programma di gossip C'era questo, c'era quello, ispirato a un libro pubblicato dai due nel 1984.
Nel 2007, alla Mostra del cinema di Venezia, è stato proiettato un film documentario sulla sua vita dal titolo Enrico LXXV, curato da Antonello Sarno.
Nel 2012 in suo onore è stata organizzata una mostra all'Ara Pacis, progettata e allestita da Nunzio Bertolami: "Enrico Lucherini - Purché se ne parli. Dietro le quinte di 50 anni di cinema italiano".
Al Festival internazionale del film di Roma 2014 è presente con il documentario sulla sua vita Enrico Lucherini - Ne ho fatte di tutti i colori, regia e sceneggiatura di Marco Spagnoli. 
Lucherini è morto nel sonno, all'età di 92 anni, nella sua abitazione del quartiere Parioli di Roma, il 28 luglio 2025. I funerali si sono svolti, dopo due giorni, nella chiesa di San Roberto Bellarmino, in piazza Ungheria a Roma.

## Televisione
- C'era questo c'era quello, condotto, insieme a Matteo Spinola, da settembre a dicembre (Telemontecarlo, 1990)

## Cinema
- Un sorriso, uno schiaffo, un bacio in bocca, regia di Mario Morra (1976)
- Enrico Lucherini - Ne ho fatte di tutti i colori, regia di Marco Spagnoli – documentario (2014)

## Pubblicazioni
- Nunzio Bertolami (a cura di), Purché se ne parli: dietro le quinte di 50 anni di cinema italiano, con la collaborazione di Francesco Serra di Cassano, pubblicato in occasione della mostra "Enrico Lucherini purché se ne parli" tenuta a Roma, 13 ottobre 2012-6 gennaio 2013, Roma, Palombi, 2012, ISBN 978-88-6060-459-0.
- Enrico Lucherini e Matteo Spinola, C'era questo, c'era quello, a cura di Andrea Garibaldi, Milano, A. Mondadori, 1984, SBN SBL0615116.